# Mehdi Marzouki
Mehdi Marzouki (Noisy-le-Sec, 1987. május 26. –) francia válogatott vízilabdázó, a Spandau 04 játékosa.

## Nemzetközi eredményei
- Európa-bajnoki 10. hely (Budapest, 2014)
- Európa-bajnoki 9. hely (Belgrád, 2016)
- Olimpiai 11. hely (Rio de Janeiro, 2016)